# Stâlpu
Stâlpu é uma comuna romena localizada no distrito de Buzău, na região de Muntênia. A comuna possui uma área de 45.82 km² e sua população era de 3092 habitantes segundo o censo de 2007.